# Lualaba
A Lualaba folyó tulajdonképpen a Kongó folyó felső főfolyása, amely Lubumbashi közeléből indul, északra Kisanganitól, ahol a Kongó „hivatalosan” kezdődik. Valamikor szerepelt azon folyók közt, amelyeket a Nílus folyó lehetséges eredetének tartottak, de Henry Morton Stanley végigutazott rajta, és bebizonyította, hogy végül az Atlanti-óceánba ömlik.
A Lualaba Kongó délkeleti részében (korábban Zaire) ered, a Katanga (Shaba) fennsikon 1400 méter magasságban, Musofi közelében. A felső folyás a Manika fennsikra ereszkedik le, sok vízeséssel és zúgóval. Ahol a Kamolondo völgyben halad és egy 72 kilométeres szakaszon 45 métert esik, energiáját vízerőmű hasznosítja.
A folyó teljes hossza körülbelül 1800 kilométer.

## Fontosabb mellékfolyói
Maiko
Lowa
Ulindi
Elila
Luama
Lukuga
Lufira
Lubudi
Luvua
A Lualaba az Upemba Nemzeti Park északi és nyugati határa a Kongói Demokratikus Köztársaságban.